# グローバル・インディアン・インターナショナル・スクール
グローバル・インディアン・インターナショナル・スクール（Global Indian International School, 略称:GIIS）は、世界10ヵ国で35のキャンパスを有するインド系インターナショナル・スクール。シンガポールに本部が設置されている。

## 沿革
2002年、シンガポールで働くインド系住民のための教育機関として設立される。2006年にはマレーシアと日本、翌年の2007年にはタイ王国とインドに進出した。2008年から2009年にかけてベトナム、2010年にはアラブ首長国連邦に進出した。その後も各国でキャンパスの拡大を続け、現在では35のキャンパスを擁する学校となった。

## 系列校
- シンガポール（シンガポール校）
- マレーシア（クアラルンプール校）
- 日本（東京校）
- インド（ハイデラバード校、プネー校、アーメダバード校、ノイダ校、バンガロール校）
- アラブ首長国連邦（アブダビ校、ドバイ校）
- タイ（バンコク校）
- ベトナム独立同盟会（ホーチミン校）

## 東京校
東京校は2005年に設立され、東京都江戸川区に西葛西キャンパス、東葛西キャンパス、清新町キャンパス、北葛西キャンパスの4つのキャンパスを有する。2017年に国際バカロレア（IB）課程を導入して以降日本人学生が増加。2021年に日本人の数がインド人を超え、2023年時点での学生数はおよそ1,100人で国籍構成は日本人が約6割、インド人が約3割となっている。プレ・スクールからハイスクールまで一貫した教育が行われる。

### キャンパス
GIISは東京都江戸川区に4つのキャンパスを有する。
西葛西キャンパス
- 東京都江戸川区西葛西8-3-13

東葛西キャンパス
- 東京都江戸川区東葛西9-3-6

清新町キャンパス
- 東京都江戸川区清新町2-10-1

北葛西キャンパス
- 東京都江戸川区北葛西2-10-20